# 昭和大学医療短期大学
昭和大学医療短期大学（しょうわだいがくいりょうたんきだいがく、英語: Showa University College of Medical Sciences）は、神奈川県横浜市緑区十日市場町1865に本部を置いていた日本の私立大学である。1997年に設置され、2005年に廃止された。大学の略称は昭医短。

## 概要

### 大学全体
- 神奈川県横浜市緑区に所在した日本の私立短期大学で、設置主体は学校法人昭和大学（現・学校法人昭和医科大学）。
- 学科数3、入学定員160名体制で1997年に開学[3]。キャンパスは昭和大学長津田総合運動場に隣接されていた。
- 2001年度の入学生を最後に[注釈 2]、2005年に短期大学としての使命を終える[5]。

### 教育および研究
- 昭和大学医療短期大学は医療技術者の養成に力をいれていた。

### 学風および特色
- 昭和大学医療短期大学は昭和大学がバックボーンとなっており、その大学の伝統から昭和大学病院をはじめ関連医療機関での臨床実習が取りいれられていた。

## 沿革
- 1996年
  - 12月19日 左記を以て文部省[注 2]より短期大学の設置が認可される[6]。
- 1997年
  - 3月18日 新横浜プリンスホテルにて開学記念式典が行われる[7]。
  - 4月1日 昭和大学医療短期大学が以下の学科体制にて開学する。
    - 看護学科 入学定員
    - 理学療法学科 入学定員
    - 作業療法学科 入学定員

  - 5月1日 学生数[8]/定員
    - 看護学科 女110/100
    - 理学療法学科 33[注 3]/30
    - 作業療法学科 33[注 4]/30
- 1998年
  - 5月1日 学生数[9]/定員
    - 看護学科 217[注釈 3]/200
    - 理学療法学科 66[注 5]/60
    - 作業療法学科 66[注 6]/60
- 1999年
  - 5月1日 学生数[10]/定員
    - 看護学科 324[注釈 3]/300
    - 理学療法学科 99[注 7]/90
    - 作業療法学科 99[注 8]/90
- 2001年
  - 4月1日 この度をもって学生募集を終了とする[注釈 2]。
- 2004年
  - 3月31日 理学療法学科、作業療法学科が廃止される[1]。
- 2005年
  - 5月30日 左記を以て正式に廃止される[5]。

## 基礎データ

### 所在地
- 神奈川県横浜市緑区十日市場町1865

## 教育および研究

### 組織

#### 学科
- 看護学科 入学定員100名[注釈 4]
- 理学療法学科 入学定員30名[注釈 4][注釈 1]
- 作業療法学科 入学定員30名[注釈 4][注釈 1]

#### 専攻科
- なし

#### 別科
- なし

#### 取得資格について
受験資格
- 看護師：看護学科
- 理学療法士：理学療法学科
- 作業療法士：作業療法学科

### 研究
- 『昭和大学医療短期大学紀要』[2]

## 学生生活

### 部活動・クラブ活動・サークル活動
- 昭和大学医療短期大学で活動していたクラブ活動[12]短期大学独自のものにテニス・フットサル・アルティメット・バレーボール・バドミントン・ソフトボール・バスケットボールなどの体育系のクラブ、陶芸・手話・茶道・ボランティアなどの文化系のクラブがあった。ほか、医学部学生の弓道、医学部・歯学部・薬学部のサッカー部に所属していた短大生もいた。

### 学園祭
- 昭和大学医療短期大学の学園祭は「緑風祭」と呼ばれ例年概ね、11月に行われていた[12]。

## 施設

### キャンパス
- 設備：当時、校舎は地上5階地下1階建てとなっていた。
- 学生食堂（学食）は、地下1階にレストランがあった。

### 寮
- 特になし。

## 対外関係

### 系列校
- 昭和大学

## 卒業後の進路について

### 就職について
- 全学科とも、専門職として就職する人が大半となっていた。

### 編入学･進学実績
- 看護学科：杏林大学・順天堂医療短期大学専攻科[13]ほか。
- 理学療法学科：北里大学ほか
- 作業療法学科：